# Wybory parlamentarne w Korei Południowej w 2008 roku
Wybory parlamentarne w Korei Południowej w 2008 roku odbyły się 9 kwietnia 2008. Kandydaci ubiegali się o miejsca w 299-osobowym unikameralnym parlamencie Korei - Zgromadzeniu Narodowym.

## Wyniki
Według wstępnych wyników zwycięstwo odniosła prezydencka konserwatywna Wielka Partia Narodowa, która zdobyła 153 mandaty. Drugie miejsce zajęła centrolewicowa Zjednoczona Partia Demokratyczna, która uzyskała 81 mandatów.